# Ichinoseki, Iwate
Ichinoseki (一関市 Ichinoseki-shi) là thành phố thuộc tỉnh Iwate, Nhật Bản. Tính đến ngày 1 tháng 10, dân số ước tính thành phố là 111.932 người và mật độ dân số là 89 người/km2. Tổng diện tích thành phố là 1.256 km2.

## Địa lý

### Đô thị lân cận
- Tỉnh Iwate
  - Ōshū
  - Rikuzentakata
  - Sumita
  - Hiraizumi
- Tỉnh Miyagi
  - Kesennuma
  - Kurihara
  - Tome
- Tỉnh Akita
  - Higashinaruse

### Khí hậu
| Dữ liệu khí hậu của Ichinoseki (1991−2020 normals, extremes 1976−present) | Dữ liệu khí hậu của Ichinoseki (1991−2020 normals, extremes 1976−present) | Dữ liệu khí hậu của Ichinoseki (1991−2020 normals, extremes 1976−present) | Dữ liệu khí hậu của Ichinoseki (1991−2020 normals, extremes 1976−present) | Dữ liệu khí hậu của Ichinoseki (1991−2020 normals, extremes 1976−present) | Dữ liệu khí hậu của Ichinoseki (1991−2020 normals, extremes 1976−present) | Dữ liệu khí hậu của Ichinoseki (1991−2020 normals, extremes 1976−present) | Dữ liệu khí hậu của Ichinoseki (1991−2020 normals, extremes 1976−present) | Dữ liệu khí hậu của Ichinoseki (1991−2020 normals, extremes 1976−present) | Dữ liệu khí hậu của Ichinoseki (1991−2020 normals, extremes 1976−present) | Dữ liệu khí hậu của Ichinoseki (1991−2020 normals, extremes 1976−present) | Dữ liệu khí hậu của Ichinoseki (1991−2020 normals, extremes 1976−present) | Dữ liệu khí hậu của Ichinoseki (1991−2020 normals, extremes 1976−present) | Dữ liệu khí hậu của Ichinoseki (1991−2020 normals, extremes 1976−present) |
| Tháng                                                                     | 1                                                                         | 2                                                                         | 3                                                                         | 4                                                                         | 5                                                                         | 6                                                                         | 7                                                                         | 8                                                                         | 9                                                                         | 10                                                                        | 11                                                                        | 12                                                                        | Năm                                                                       |
| ------------------------------------------------------------------------- | ------------------------------------------------------------------------- | ------------------------------------------------------------------------- | ------------------------------------------------------------------------- | ------------------------------------------------------------------------- | ------------------------------------------------------------------------- | ------------------------------------------------------------------------- | ------------------------------------------------------------------------- | ------------------------------------------------------------------------- | ------------------------------------------------------------------------- | ------------------------------------------------------------------------- | ------------------------------------------------------------------------- | ------------------------------------------------------------------------- | ------------------------------------------------------------------------- |
| Cao kỉ lục °C (°F)                                                        | 13.6 (56.5)                                                               | 17.3 (63.1)                                                               | 23.9 (75.0)                                                               | 31.4 (88.5)                                                               | 33.8 (92.8)                                                               | 34.5 (94.1)                                                               | 38.0 (100.4)                                                              | 38.2 (100.8)                                                              | 35.3 (95.5)                                                               | 29.1 (84.4)                                                               | 23.0 (73.4)                                                               | 21.4 (70.5)                                                               | 38.2 (100.8)                                                              |
| Trung bình ngày tối đa °C (°F)                                            | 3.8 (38.8)                                                                | 5.1 (41.2)                                                                | 9.5 (49.1)                                                                | 16.0 (60.8)                                                               | 21.5 (70.7)                                                               | 24.7 (76.5)                                                               | 27.9 (82.2)                                                               | 29.3 (84.7)                                                               | 25.3 (77.5)                                                               | 19.3 (66.7)                                                               | 12.7 (54.9)                                                               | 6.1 (43.0)                                                                | 16.8 (62.2)                                                               |
| Trung bình ngày °C (°F)                                                   | −0.1 (31.8)                                                               | 0.6 (33.1)                                                                | 4.1 (39.4)                                                                | 9.8 (49.6)                                                                | 15.4 (59.7)                                                               | 19.4 (66.9)                                                               | 23.0 (73.4)                                                               | 24.2 (75.6)                                                               | 20.4 (68.7)                                                               | 14.0 (57.2)                                                               | 7.6 (45.7)                                                                | 2.1 (35.8)                                                                | 11.7 (53.1)                                                               |
| Tối thiểu trung bình ngày °C (°F)                                         | −3.6 (25.5)                                                               | −3.3 (26.1)                                                               | −0.8 (30.6)                                                               | 4.0 (39.2)                                                                | 10.1 (50.2)                                                               | 15.2 (59.4)                                                               | 19.4 (66.9)                                                               | 20.6 (69.1)                                                               | 16.5 (61.7)                                                               | 9.5 (49.1)                                                                | 3.0 (37.4)                                                                | −1.4 (29.5)                                                               | 7.4 (45.4)                                                                |
| Thấp kỉ lục °C (°F)                                                       | −14.4 (6.1)                                                               | −15.2 (4.6)                                                               | −10.3 (13.5)                                                              | −4.6 (23.7)                                                               | 1.0 (33.8)                                                                | 5.3 (41.5)                                                                | 6.3 (43.3)                                                                | 11.6 (52.9)                                                               | 6.0 (42.8)                                                                | −0.9 (30.4)                                                               | −7.3 (18.9)                                                               | −12.6 (9.3)                                                               | −15.2 (4.6)                                                               |
| Lượng Giáng thủy trung bình mm (inches)                                   | 46.5 (1.83)                                                               | 40.1 (1.58)                                                               | 76.1 (3.00)                                                               | 86.6 (3.41)                                                               | 107.5 (4.23)                                                              | 121.8 (4.80)                                                              | 181.1 (7.13)                                                              | 161.9 (6.37)                                                              | 156.3 (6.15)                                                              | 118.6 (4.67)                                                              | 68.2 (2.69)                                                               | 58.7 (2.31)                                                               | 1.211,6 (47.70)                                                           |
| Lượng tuyết rơi trung bình cm (inches)                                    | 57 (22)                                                                   | 52 (20)                                                                   | 15 (5.9)                                                                  | 2 (0.8)                                                                   | 0 (0)                                                                     | 0 (0)                                                                     | 0 (0)                                                                     | 0 (0)                                                                     | 0 (0)                                                                     | 0 (0)                                                                     | 3 (1.2)                                                                   | 40 (16)                                                                   | 166 (65)                                                                  |
| Số ngày mưa trung bình                                                    | 9.7                                                                       | 8.7                                                                       | 9.6                                                                       | 9.0                                                                       | 10.0                                                                      | 10.1                                                                      | 13.0                                                                      | 11.6                                                                      | 11.1                                                                      | 9.7                                                                       | 8.9                                                                       | 10.6                                                                      | 122                                                                       |
| Số ngày tuyết rơi trung bình                                              | 7.2                                                                       | 6.1                                                                       | 1.8                                                                       | 0.3                                                                       | 0                                                                         | 0                                                                         | 0                                                                         | 0                                                                         | 0                                                                         | 0                                                                         | 0.2                                                                       | 4.4                                                                       | 20                                                                        |
| Số giờ nắng trung bình tháng                                              | 115.6                                                                     | 124.4                                                                     | 163.0                                                                     | 178.0                                                                     | 183.8                                                                     | 138.3                                                                     | 117.7                                                                     | 132.6                                                                     | 117.7                                                                     | 131.9                                                                     | 125.5                                                                     | 108.7                                                                     | 1.643,5                                                                   |
| Nguồn 1: Cục Khí tượng Nhật Bản                                           |                                                                           |                                                                           |                                                                           |                                                                           |                                                                           |                                                                           |                                                                           |                                                                           |                                                                           |                                                                           |                                                                           |                                                                           |                                                                           |
| Nguồn 2: Cục Khí tượng Nhật Bản                                           |                                                                           |                                                                           |                                                                           |                                                                           |                                                                           |                                                                           |                                                                           |                                                                           |                                                                           |                                                                           |                                                                           |                                                                           |                                                                           |